# Gazgolder
Gazgolder (також Творче Об'єднання «Gazgolder», «Газгольдер») — російський лейбл звукозапису, клуб, продюсерський центр, агентство з менеджменту, просуванню і букінгу артистів. На його базі проводиться музична, відео — і кінопродукція, організовуються концерти, фестивалі, вистави, виставки та інші культурні заходи. Власниками є Василь Вакуленко, Євген Антимоній, Максим Брилін та інші.
Компанія також має власні арт-бюро, чайну, ресторан азійської кухні, мережу пивних спорт-барів, мережу магазинів фірмової продукції, мережу вейп-шопів і ювелірну компанію.

## Історія
Творче об'єднання виникло навколо закритого клубу «Газгольдер», заснованого Русланом Таркинським у березні 2005 року в порожньому приміщенні колишнього московського газового заводу «Арма», побудованого в середині XIX століття. До відкриття клубу та створення об'єднання мав відношення Богдан Титомир, який помітив репера Басту, запросив до тусовки і почав його продюсувати. Власником був (і продовжує бути в частці з Бастою донині) Євген Антимоній.
У 2006 році з'являється однойменна звукозаписна студія і лейбл, на якому виходить перший альбом Басти. Співзасновниками лейблу є Денис Крючков і Юрій «Жора» Булавін.
У 2007 році Баста став співвласником музичного лейблу «Газгольдер». Також у 2007 році відкривається чайна Андрія Цукерберга.
З 2009 року в «Газгольдері» починає працювати ресторан китайської кухні.
З 2010 року щорічно в середині липня творче об'єднання проводить великі концерти. Перші роки майданчиком виступав Зелений театр у Парку Горького в Москві, а спільні виступи давали Баста і Гуф. Перший захід пройшов 21 липня. Через рік виконавці зібрали під проливним дощем 8 тисяч осіб, а в 2012 році концерт пройшов 19 липня.
У 2011 році склад «Газгольдера» поповнився колективом «Тріагрутріка» і репером Смокі Мо. Агентство зайнялося букінгом артистів.
На Gazgolder з 27 липня 2012 по 5 лютого 2013 року виходять з 9 по 15 випуски «Вестірепа» — авторського інтернет-проекту на YouTube, що згодом переріс у найбільший у Росії YouTube-канал про реп — «VSRAP».
У 2013 році захід «Баста / Гуф» змінив формат і став називатися фестивалем «Баста+», де разом із Бастою виступали і інші представники лейблу.
В лютому 2014 року новим резидентом лейблу став Скриптоніт.
24 квітня 2014 року в кінопрокат вийшов повнометражний фільм «Газгольдер», що зібрав 37 млн рублів за перший тиждень показів.
У 2015 році «Газгольдер» переїжджає в іншу будівлю того ж заводу.
У лютому 2016 року в клубі «Газгольдер» відбувся закритий показ фільму «Ке-ди» режисера Сергія Соловйова, в якому в ролі військового брав участь Вакуленко. До фільму Бастою було записано три пісні та знято два кліпи. Також в список саундтреків увійшли й інші композиції Василя.
З 7 липня 2016 року на радіостанції DFM об'єднання з'явилася власна передача «Gazgolder Live», в ефірі якої Василь Вакуленко, Вадим Карпенко та Сергій Мезенцев брали інтерв'ю у музикантів та інших відомих персон. Мовлення програми завершено у 2017 році.
Щорічний липневий фестиваль під відкритим небом з новою назвою «Gazgolder Live» з 2016 року став проводитися на території заводу «Арма». По його закінченню репер Децл поскаржився в мережі на гучну музику в пізній час. Баста висміяв Кирила Толмацького, після чого все це переросло в кілька судових справ.
У вересні 2016 року співачка Таті покинула об'єднання Gazgolder і продовжила сольну кар'єру.
У березні 2017 року учасниками об'єднання стали український репер T-Fest і московський артист Саша Чест. Покинули лейбл українська рок-група «Нерви» і білоруський музикант Tony Tonite, проте співпраця з ними в рамках проектів продовжилася.

## Персонал
- Микола Дуксін — директор продюсерського центру, лейблу, концертний директор Басти[2][21]
- Ольга Агада — концертний директор[22]
- Ігор Клімов — концертний директор Смокі Мо
- Наталія Мостакова — PR-директор
- Дмитро Міловзоров — SMM-директор
- Річард Агада — концертний директор T-Fest

## Список учасників об'єднання

### Основні учасники
- Олег Груз (з 2005)
- Василь Вакуленко (з 2006)
  - Баста
  - Ноггано
  - N1NT3ND0
  - Gorilla Zippo
- QП aka КРП aka Купе (з 2006)
- Словетський (з 2012)
- Matrang (з 2017)
- Вадяра Блюз (2018)[23]
- Lucaveros (з 2019)
- Anikv (з 2019)
- Straniza (з 2019)
- Tritia (з 2019)
- Контаєв (з 2020)

### Колишні учасники
- DJ Tactics (2010)
- Umbrella (2010)
- Guf (2009—2011)
- Піка (2010—2013)
- Таті (2009—2016)[24]
- «АК-47» (2009—2016)[25]
  - Вітя АК
  - Максим АК
- «Тріагрутріка» (2011—2016)
  - Jahmal
  - Vibe
  - Ingushit aka Big Mic
  - DJ Puza aka MC Міхур
- «Нерви» (2015—2017)
  - Женя Мільковський
  - Roman Bulakhov
  - Дудка Дмитро
  - Бочкарьов Олексій
- Tony Tonite (2014—2017)
- Ера Канн (2016—2017)
- Lil Dik (2016—2017)
- Charusha (2015—2018)[26]
- Lil Kate (2016—2018)[27]
- Саша Чест (2017—2018)
- Modi (2017—2018)[28]
- Bratia Stereo (2011—2018)
- Скриптоніт (2013—2018)[29]
- Смокі Мо (2011—2020)[30]

## Кінопродукція
- 2008 — «Чайний п'яниця»
- 2008 — «Рови»
- 2014 — «Газгольдер»
- 2018 — «Клубаре»